# Petrov nad Desnou
Petrov nad Desnou é uma comuna checa localizada na região de Olomouc, distrito de Šumperk.